# 黄胜关站
黄胜关站位于中华人民共和国四川省阿坝藏族羌族自治州松潘县川主寺镇牧场村，靠近黃勝關，是川青铁路上的一座车站，2024年8月30日随川青铁路镇黄段开通而投入使用，车站规模为2台5线，车站距川主寺镇约13公里。

## 车站结构
车站按1000平方米规模设计，最高聚集人数400人；车站站房采用立面三段式的建筑形式，配以当地建筑特有的红、白色，彰显当地文化特色。